# 多維勒爾 (喬治亞州)
多維勒爾（英語：Doverel）是位於美國喬治亞州特勒爾縣的一個非建制地區。該地的面積和人口皆未知。

## 地理
多維勒爾的座標為31°42′06″N 84°31′20″W / 31.70167°N 84.52222°W，而該地的平均海拔高度為101米（即331英尺）。